# Alfons Nowack
Alfons Maria Adalbert Nowack (* 8. August 1868 in Groß Strehlitz, Provinz Schlesien; † 13. März 1940 in Breslau, Provinz Niederschlesien) war ein deutscher Landeshistoriker und Archivar sowie Direktor des Erzbischöflichen Diözesanarchivs in Breslau.

## Leben
Seine Eltern waren Anton Nowack, ein Postmitarbeiter in Groß Strehlitz, und Hedwig geborene Wontrobka. Er besuchte die Volksschule und schloss im Jahr 1887 das Königliche Johanneum Gymnasium in Groß Strehlitz mit dem Reifezeugnis ab. Ab 1887 studierte er Katholische Theologie an der Universität Breslau und besuchte die Vorlesungen von Colmar Grünhagen und Georg Hüffer. 1890–1891 studierte er am Breslauer Priesterseminar und empfing am 23. Juni 1891 in der Kreuzkirche zu Breslau die Priesterweihe. Die Primiz feierte er am 2. Juli 1891 in seinem Heimatort Groß Strehlitz.
Anschließend wirkte er als Kaplan in Friedland. 1894 wurde er als Religionslehrer nach Sohrau versetzt. Am 1. Februar 1895 erhielt er nach einer Prüfung die Lehrerlaubnis für Religion und Hebräische Sprache in den Oberklassen der Mittelschule. In den Jahren 1896–1918 lehrte er als Religionslehrer am Städtischen Gymnasium in Neustadt und schrieb mehrere Artikel für die lokale Neustädter Zeitung.
Als Anerkennung für seine Verdienste auf dem Gebiet der Kultur und Geschichte dieser Region wurde er am 20. Dezember 1909 zum Ehrenprofessor ernannt und am 17. Februar 1910 zum  Studienrat erhoben. Am 16. Oktober 1918 stieg er zum erzbischöflichen Archivdirektor, Museumsdirektor und Verwalter der Bibliothek des Domkapitels am Breslauer Dom auf. In seinen Veröffentlichungen beschäftigte er sich überwiegend mit der Geschichte seiner oberschlesischen Heimat. Am 19. September 1923 promovierte er zum Doktor der Philosophie mit der Dissertation „Geschichte der katholischen Pfarrei Groß Strehlitz bis zum Jahre 1795“.
Krankheitsbedingt ist er am 1. Januar 1940 in den Ruhestand gegangen. Am 13. März 1940 starb er im Krankenhaus der Elisabethschwestern in Breslau.

## Veröffentlichungen
- Die Stadtpfarrkirche zum hl. Philippus und Jakobus in Sohrau OS. Neustadt 1900.
- Die Reichsgrafen Colonna auf Groß-Strehlitz, Tost und Tworog. Groß Strehlitz  1902.
- Lubowitzer Tagebuchblätter Joseph von Eichendorff. Groß Strehlitz 1907.
- Fahrten und Wanderungen der Freiherren Josef und Wilhelm v. Eichendorff (1802–1814). Groß Strehlitz 1907.
- Gedenkschrift zur feierlichen Benediktion der kath. Pfarrkirche SS. Trinitatis in Friedland, Bez. Oppeln. am 23. November 1909 … Neustadt 1909.
- Studien zur Geschichte der Neustädter Gegend. Erinnerung an die Befreiungskriege. Neustadt 1909.
- Joseph und Luise v. Eichendorffs letzte Lebenstage. 1907.
- Geschichte der Landpfarreien des Archipresbyterats Sohrau OS. Verlag des Oberschlesischen Geschichtsvereins, Oppeln 1912.
- Geschichte des Klosters der Barmherzigen Brüder in Neustadt OS. Selbstverlag 1916.
- Die Pfarrkirche zur Allerheiligsten Dreifaltigkeit in Birawa, Kreis Cosel OS. Breslau 1920.
- mit Georg Rasel (Illustrator): Franziskaner-Kloster St. Josef im Walde bei Neustadt OS. Neustadt 1920.
- Studien zur Geschichte der Neustädter Gegend. Die Neustädter Gegend im Zweiten Schlesischen Kriege. Neustadt 1921.
- Die Bergkapelle zur Schmerzhaften Muttergottes bei Neustadt OS. Neustadt 1924.
- Geschichte der Pfarrei Groß Strehlitz OS. Dissertation, Groß Strehlitz 1924.
- Burgen und Kapellen, Berge und Wälder der Neustädter und Zuckmantel Gegend. Neustadt 1928.
- Lebensbilder schlesischer Priester, Teil 1. Breslau 1928. / Teil 2. Breslau 1939.
- Briefwechsel des Kardinals Diepenbrock mit Gräfin Ida Hahn-Hahn vor und nach ihrer Konversion. München 1931.
- Ungedruckte Briefe von und an Kardinal Melchior von Diepenbrock. Nach dem im Erzbischöflichen Diözesanarchiv zu Breslau vorhandenen Material. (mit Imprimatur des A. Kardinal Bertram Erzbischof von Breslau) Breslau 1931.
- Führer durch das Erzbischöfliche Diözesanmuseum. Breslau 1932.
- Fürstbischof Heinrich Förster und Karl von Holtei. Unter Benutzung ungedruckter Briefe aus dem Erzbischöflichen Diözesanarchiv und der Staats- und Universitätsbibliothek zu Breslau. (Imprimatur des Erzbischöflichen Generalvikariats, Blaeschke) Breslau 1932.
- Briven van Conscience an Melchior Baron von Diepenbrock, prinsbisschop van Breslau. Breslau 1932.
- Gedenkblätter an Kardinal Diepenbrock. Breslau 1934.
- Dichtungen von Karl Ignatius Lorinser auf seine in Oppeln am 26. Februar 1840 verstorbene Gemahlin. Breslau 1934.
- Die Priester der Zisterzienserabtei Rauden OS. 1682–1810. (1856) 106 Lebensskizzen nach dem handschriftlichen Catalogus des Stiftes. Breslau 1935.
- Die Nüchternheitsbestrebungen in Oberschlesien bis zum Eingreifen Fietzeks in Februar 1844. Sonderdruck 1936.
- Schlesische Wallfahrtsorte älterer und neuer Zeit im Erzbistum Breslau. Breslau 1937.
- Die Einsiedeleien in Schlesien und der Grafschaft Glatz vom Mittelalter bis zur Gegenwart. Breslau 1939.

Weiter folgten noch ca. 150 Artikel in Zeitschriften und Zeitungen.